# Mauro Icardi
Mauro Emanuel Icardi (Rosario, 19 febbraio 1993) è un calciatore argentino, attaccante del Galatasaray.
Cresciuto nel settore giovanile del Barcellona, emerge poi nei primi anni 2010 con la maglia della Sampdoria. Approdato all'Inter nel 2013, si afferma come uno dei migliori attaccanti del panorama internazionale, vincendo il titolo di capocannoniere della Serie A nel 2014-2015 e nel 2017-2018; della squadra interista è stato anche capitano dal 2015 al 2019. Nello stesso anno si trasferisce al Paris Saint-Germain, con cui ha vinto due campionati francesi, due Coppe di Francia, due Supercoppe di Francia e una Coppa di Lega francese. Dal 2022 milita nel Galatasaray, con cui si è aggiudicato tre campionati turchi, una Coppa di Turchia e una Supercoppa turca, oltre a vincere il titolo di capocannoniere della Süper Lig nel 2023-2024.
È stato nominato miglior calciatore AIC nel 2018, oltre ad essere stato inserito nella squadra dell'anno AIC nel 2015 e nel 2018.

## Biografia
Primogenito di Juan, di origini piemontesi (il suo bisnonno era di Carmagnola), e Analia Rivero, possiede il doppio passaporto.
È comparso al fianco di Lionel Messi nella copertina dell'edizione italiana del videogioco FIFA 16. Nel 2016 ha pubblicato la sua autobiografia, Sempre avanti, scritta con Paolo Fontanesi.
Nel maggio 2014 si è sposato con Wanda Nara, ex moglie di Maxi López (suo compagno di squadra alla Sampdoria), da cui ha avuto due figlie, nate rispettivamente nel 2015  e nel 2016. La coppia si è separata nel corso del 2024. Dal 2024 ha una relazione con l'attrice María Eugenia Suárez, ufficializzata l'8 gennaio 2025.

## Caratteristiche tecniche
Soprannominato El niño del partido (in italiano "il ragazzo della partita"), Icardi è un classico centravanti, forte fisicamente nonché dotato di fiuto del gol. Da iniziale centravanti puro qual era, ha saputo in seguito trasformarsi anche in attaccante di manovra, spesso uomo-assist per i compagni di reparto, pur restando più avvezzo a finalizzare che a contribuire al gioco corale della squadra.

## Carriera

### Club

#### Gli inizi
Viene iscritto all'età di cinque anni al Club Infantil Sarratea, piccola squadra di quartiere della zona nord di Rosario. Nel 2002, per via della crisi economica argentina, la famiglia Icardi si trasferisce in Spagna, nelle Canarie, precisamente nel comune di Las Palmas, ed è tesserato dal Vecindario. Qui Icardi segna 384 gol in sei anni, prima di chiedere alla famiglia di trasferirsi in Catalogna dove, a partire dal 2008, si aggrega alle giovanili del Barcellona. Nella cantera dei blaugrana segna 38 gol in due anni, ma non riesce ad approdare in prima squadra a causa dell'opposizione dell'allenatore Pep Guardiola, il quale nel gennaio 2011 ne approva la cessione.

#### Sampdoria

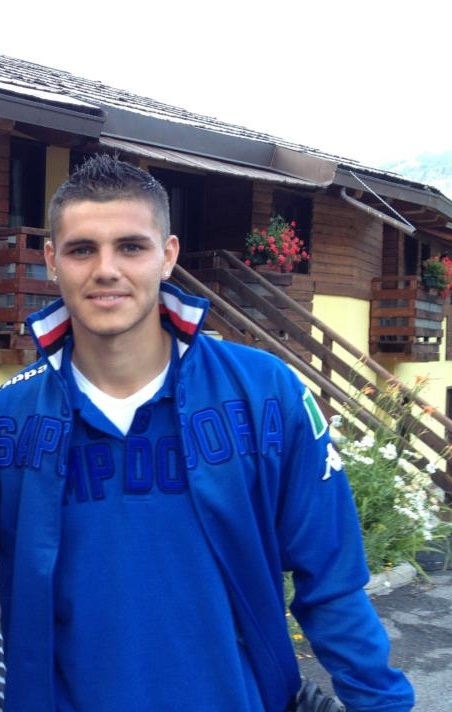
Icardi alla Sampdoria nel 2012

Con la formula di un prestito l'argentino si trasferisce così in Italia, nelle file della Sampdoria, venendo interamente riscattato dal club genovese nel luglio seguente. Inizialmente inserito nelle file della formazione Primavera, durante la stagione 2011-2012 è capocannoniere del campionato di categoria; debutta in prima squadra il 12 maggio 2012, in Serie B, nella trasferta contro la Juve Stabia, subentrando nel secondo tempo a Bruno Fornaroli e realizzando la rete del successo blucerchiato (2-1). La vittoria qualifica i doriani ai play-off che, una volta vinti ai danni del Varese, li riportano in Serie A dopo una sola stagione.
Promosso definitivamente nei ranghi della prima squadra, esordisce nella massima serie italiana il 26 settembre 2012, nel pari sul campo della Roma (1-1). Segna la prima rete il successivo 18 novembre, nel derby di Genova vinto per 3-1 dai blucerchiati: nell'occasione, all'età di 19 anni e 273 giorni, diviene il più giovane marcatore nella stracittadina, battendo il primato del genoano Galante che resisteva dal 1994. Il 27 gennaio 2013 è protagonista con una quaterna nel 6-0 sul Pescara. In questo campionato le sue reti alla Juventus (3 fra andata e ritorno) permettono inoltre alla Sampdoria di essere l'unica a sconfiggere i campioni d'Italia in entrambe le gare (2-1 a Torino e 3-2 a Genova). Chiude il suo primo campionato da professionista, e il suo ultimo in Liguria, a quota 10 reti, emergendo tra le maggiori rivelazioni della stagione.

#### Inter

##### 2013-2017

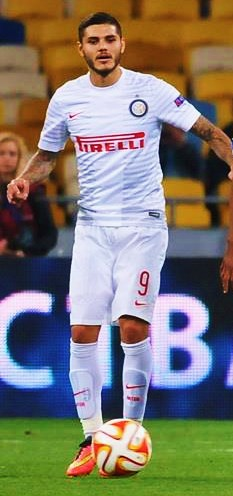
Icardi all'Inter nel 2014, in azione nella gara di Europa League contro il.

Nell'estate 2013 Icardi passa all'Inter per la cifra di 13 milioni di euro. Il primo gol in nerazzurro è nuovamente contro la Juventus, nell'1-1 interno del 14 settembre. La sua prima annata in nerazzurro, in cui realizza 9 reti, è condizionata da alcuni problemi fisici, tra cui un'ernia alla regione inguinale per la quale viene operato.
Nel corso della stagione successiva, con l'Inter qualificata in Europa League, Icardi prende parte per la prima volta a una competizione UEFA per club e vince la classifica marcatori della Serie A (in coabitazione con Luca Toni del Verona) grazie alle 22 realizzazioni all'attivo.
Nella stagione 2015-2016, all'età di ventidue anni, viene nominato capitano della squadra dall'allenatore Roberto Mancini: si conferma sotto porta realizzando 16 gol in campionato.
L'annata 2016-2017 è abbastanza tribolata in casa Inter, con l'addio di Mancini nel precampionato, il breve interregno di Frank de Boer e il definitivo arrivo in panchina di Stefano Pioli; nonostante ciò Icardi non fa mancare il suo contributo, rimanendo tra i pochi punti fermi di questa transitoria fase nerazzurra. Tra i vari, il 18 settembre 2016 un altro suo gol alla Juventus vale la vittoria per 2-1: i milanesi, in A, non vincevano il derby d'Italia a San Siro dal 2010. Invece il 15 aprile 2017 segna per la prima volta in un derby della Madonnina, poi terminato 2-2. Infine la tripletta realizzata contro la Fiorentina alla 33ª giornata gli permette di superare il suo precedente primato di reti in un campionato, arrivando a 24.

##### 2017-2019
La stagione 2017-2018, che vede l'attaccante stavolta agli ordini di Luciano Spalletti, si rivela la migliore della carriera sul piano realizzativo. Icardi entra nella top ten dei migliori marcatori interisti della storia, prima in Serie A e poi in assoluto; tocca inoltre quota 100 gol nella massima serie italiana e in partite ufficiali con la maglia nerazzurra. La squadra termina il campionato al quarto posto, qualificandosi in Champions League dopo sei anni di assenza, mentre Icardi si laurea capocannoniere del torneo, a pari merito con il laziale Ciro Immobile: le 29 reti realizzate, tra cui spiccano la tripletta che permette all'Inter di battere il Milan per 3-2 e la quaterna nel 5-0 esterno sulla Sampdoria, costituiscono il suo record personale di marcature in campionato e lo rendono il primo giocatore nerazzurro a raggiungere tale soglia dai tempi di Antonio Angelillo (autore di 33 gol nel torneo 1958-59).
Nelle battute iniziali della stagione 2018-2019, il 18 settembre 2018, segna all'esordio in Champions League, realizzando il momentaneo pareggio nella partita casalinga vinta per 2-1 in rimonta contro il Tottenham; va a segno anche nella successiva vittoria, con eguale punteggio, sul campo del PSV, diventando il primo giocatore dell'Inter ad andare a segno nelle sue prime due gare in Champions dai tempi di Adriano. Il prosieguo dell'annata appare tuttavia controverso: l'inizio del 2019 è segnato sia da una striscia di partite senza andare in rete, sia da sopraggiunte frizioni con la dirigenza nerazzurra. Quest'ultimo si rivela l'aspetto più problematico, tant'è che nel successivo febbraio gli vengono revocati i gradi di capitano, fatto a cui seguono varie settimane ai margini della rosa: tra infortuni e mancate convocazioni, resta lontano dal campo per 53 giorni. Nonostante le vicissitudini extracampo e un finale di stagione deludente, riesce a chiudere anche quest'annata in doppia cifra, a quota 17 reti.
Nonostante il reintegro nella rosa interista, nell'estate 2019 Icardi viene estromesso dal progetto tecnico sia dalla dirigenza sia dal nuovo allenatore Antonio Conte.

#### Paris Saint-Germain

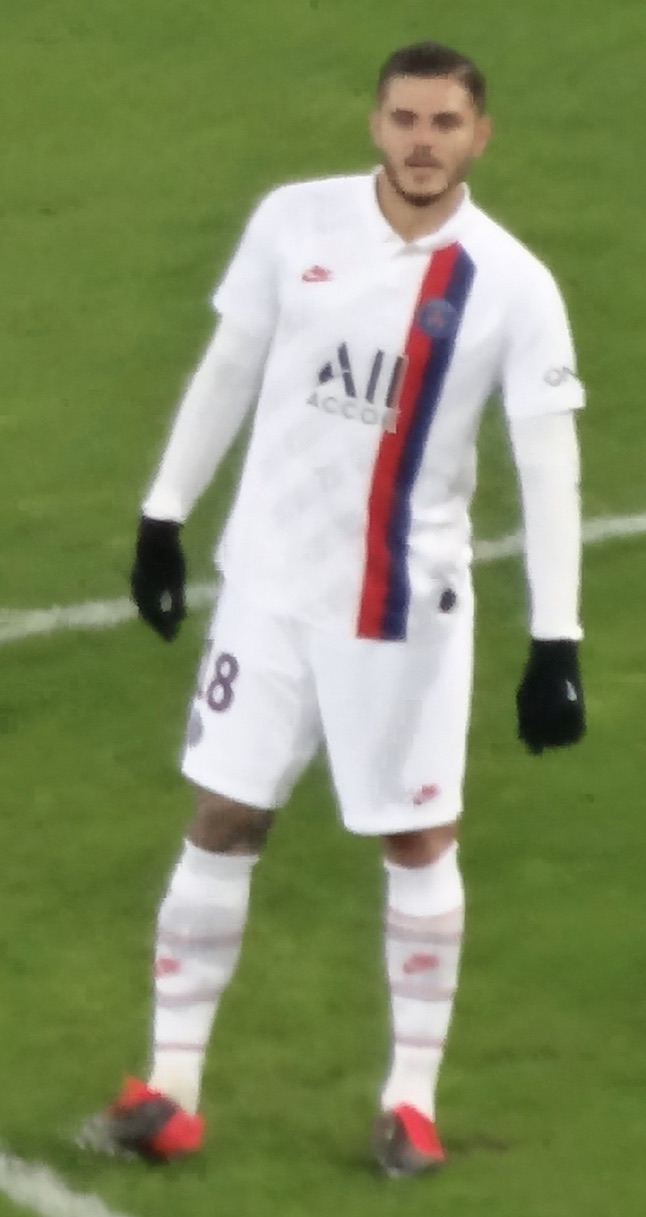
Icardi al Paris Saint-Germain nel 2020

Il 2 settembre 2019 l'attaccante viene ceduto in prestito con diritto di riscatto ai francesi del Paris Saint-Germain. Dopo l'esordio da subentrante, avvenuto il 14 dello stesso mese in occasione della vittoria interna per 1-0 contro lo Strasburgo, trova la sua prima rete parigina il successivo 1º ottobre, siglando il decisivo 1-0 nella trasferta di Champions League contro il Galatasaray. Il 5 ottobre realizza il primo gol in Ligue 1 nel 4-0 all'Angers; il 22 dello stesso mese, durante la partita contro il Club Bruges, segna la sua prima doppietta in Champions League e, contestualmente, con la maglia rouge et bleue. Il 30 aprile 2020, con la conclusione anticipata del campionato a causa della pandemia di COVID-19 in Francia, vince il suo primo titolo da professionista, a cui contribuisce con un bottino di 12 gol.
Il successivo 31 maggio, il Paris Saint-Germain riscatta il cartellino dell'attaccante per una cifra stimata in circa 50 milioni di euro. Alla ripresa della stagione calcistica francese nel mese di luglio successivo, conquista anche la Coppa di Francia e la Coppa di Lega francese.
Le successive due stagioni (2020-2021 e 2021-2022) in terra parigina risultano altalenanti per Icardi, che realizza 18 reti in 58 presenze, molte da subentrato, vincendo solo un campionato nell'ultimo anno.

#### Galatasaray
Finito ai margini della squadra francese, l'8 settembre 2022 viene ceduto in prestito ai turchi del Galatasaray. Al termine della stagione vince il campionato, successo a cui contribuisce con 22 reti che gli valgono la piazza d'onore nella classifica capocannonieri, alle spalle di Enner Valencia. Terminato il prestito, torna inizialmente a Parigi dove rimane fino al 28 luglio 2023, quando il Galatasaray lo acquista a titolo definitivo. Nella stagione 2023-2024, con 25 gol si laurea capocannoniere, risultando determinante ai fini della riconferma giallorossa in campionato.
Nel novembre del 2024 rimedia la rottura del crociato del ginocchio destro, terminando anzitempo la stagione.

### Nazionale

#### Nazionali giovanili
Il 20 aprile 2012 l'Italia under 19 lo convoca per la partita contro i pari età dell'Ungheria, ma l'attaccante decide di rifiutare la chiamata, preferendo attendere quella della selezione della madrepatria. La convocazione dell'Argentina arriva il 26 luglio, quando il CT dell'Under-20 Marcelo Trobbiani lo convoca per l'amichevole contro la Germania del 14 agosto a Francoforte, e per il Torneo di Alcúdia disputato a Valencia dal 16 al 23 dello stesso mese.
Il 19 agosto segna la sua prima rete con la maglia albiceleste dell'Under-20, nella vittoria 2-0 sul Giappone; la sua prima doppietta invece si concretizza tre giorni dopo, nella gara contro la Turchia vinta 2-1. Il 23 agosto l'Argentina si aggiudica il Torneo di Alcúdia e Icardi viene premiato, grazie alle sue tre marcature, come capocannoniere della manifestazione.
Il 29 novembre viene convocato dall'Under-20 per disputare il campionato sudamericano di categoria in programma in Argentina, a Mendoza e San Juan, dal 9 gennaio al 3 febbraio 2013; tuttavia in dicembre l'allora suo club, la Sampdoria, gli nega il permesso su spinta del tecnico Delio Rossi, il quale vuole puntare sul giocatore per sopperire all'assenza di Maxi López.

#### Nazionale maggiore
Il 1º ottobre 2013 viene convocato dal CT Alejandro Sabella per la prima volta in nazionale maggiore, esordendo il 16 dello stesso mese contro l'Uruguay in una gara persa 3-2 e valida per le qualificazioni al campionato del mondo 2014, subentrando all'82' a Fernández; rimane successivamente escluso dalla rosa argentina per la fase finale della competizione in Brasile.
Il 19 maggio 2017, a distanza di 3 anni e mezzo dalla sua prima e fin lì unica partita con l'Albiceleste, è richiamato una prima volta in nazionale, e il successivo 31 agosto torna a giocare una partita ufficiale, sempre contro l'Uruguay (0-0), nell'ambito delle qualificazioni al campionato del mondo 2018.
Nonostante l'ottima stagione disputata con l'Inter, viene tuttavia escluso dal selezionatore Jorge Sampaoli dalla rosa argentina dei 23 per la fase finale del torneo in Russia.
Il 19 agosto 2018 viene richiamato nella Selección dal nuovo CT Lionel Scaloni, e il 21 novembre seguente mette a referto la prima rete in nazionale maggiore, sbloccando il risultato nel 2-0 in amichevole contro il Messico. Tuttavia, a causa delle vicissitudini extracampo con il club e dello scarso rendimento nel finale di stagione, non viene inserito nella lista dei convocati per la Copa América 2019.

## Statistiche

### Presenze e reti nei club
Statistiche aggiornate al 7 novembre 2024.
| Stagione                   | Squadra                    | Campionato                 | Campionato | Campionato | Coppe nazionali | Coppe nazionali | Coppe nazionali | Coppe continentali | Coppe continentali | Coppe continentali | Altre coppe | Altre coppe | Altre coppe | Totale | Totale |
| Stagione                   | Squadra                    | Comp                       | Pres       | Reti       | Comp            | Pres            | Reti            | Comp               | Pres               | Reti               | Comp        | Pres        | Reti        | Pres   | Reti   |
| -------------------------- | -------------------------- | -------------------------- | ---------- | ---------- | --------------- | --------------- | --------------- | ------------------ | ------------------ | ------------------ | ----------- | ----------- | ----------- | ------ | ------ |
| 2011-2012                  | Sampdoria                  | B                          | 2          | 1          | CI              | 0               | 0               | -                  | -                  | -                  | -           | -           | -           | 2      | 1      |
| 2012-2013                  | Sampdoria                  | A                          | 31         | 10         | CI              | 0               | 0               | -                  | -                  | -                  | -           | -           | -           | 31     | 10     |
| Totale Sampdoria           | Totale Sampdoria           | Totale Sampdoria           | 33         | 11         |                 | 0               | 0               |                    | -                  | -                  |             | -           | -           | 33     | 11     |
| 2013-2014                  | Inter                      | A                          | 22         | 9          | CI              | 1               | 0               | -                  | -                  | -                  | -           | -           | -           | 23     | 9      |
| 2014-2015                  | Inter                      | A                          | 36         | 22         | CI              | 2               | 1               | UEL                | 10                 | 4                  | -           | -           | -           | 48     | 27     |
| 2015-2016                  | Inter                      | A                          | 33         | 16         | CI              | 1               | 0               | -                  | -                  | -                  | -           | -           | -           | 34     | 16     |
| 2016-2017                  | Inter                      | A                          | 34         | 24         | CI              | 2               | 0               | UEL                | 5                  | 2                  | -           | -           | -           | 41     | 26     |
| 2017-2018                  | Inter                      | A                          | 34         | 29         | CI              | 2               | 0               | -                  | -                  | -                  | -           | -           | -           | 36     | 29     |
| 2018-2019                  | Inter                      | A                          | 29         | 11         | CI              | 2               | 2               | UCL+UEL            | 6+0                | 4                  | -           | -           | -           | 37     | 17     |
| Totale Inter               | Totale Inter               | Totale Inter               | 188        | 111        |                 | 10              | 3               |                    | 21                 | 10                 |             | -           | -           | 219    | 124    |
| 2019-2020                  | Paris Saint-Germain        | L1                         | 20         | 12         | CF+CdL          | 4+3             | 0+3             | UCL                | 7                  | 5                  | SF          | -           | -           | 34     | 20     |
| 2020-2021                  | Paris Saint-Germain        | L1                         | 20         | 7          | CF              | 4               | 5               | UCL                | 3                  | 0                  | SF          | 1           | 1           | 28     | 13     |
| 2021-2022                  | Paris Saint-Germain        | L1                         | 24         | 4          | CF              | 2               | 1               | UCL                | 3                  | 0                  | SF          | 1           | 0           | 30     | 5      |
| Totale Paris Saint-Germain | Totale Paris Saint-Germain | Totale Paris Saint-Germain | 64         | 23         |                 | 13              | 9               |                    | 13                 | 5                  |             | 2           | 1           | 92     | 38     |
| 2022-2023                  | Galatasaray                | SL                         | 24         | 22         | TK              | 2               | 1               | -                  | -                  | -                  | -           | -           | -           | 26     | 23     |
| 2023-2024                  | Galatasaray                | SL                         | 34         | 25         | TK              | 0               | 0               | UCL+UEL            | 10+2               | 5+1                | ST          | 1           | 1           | 47     | 32     |
| 2024-2025                  | Galatasaray                | SL                         | 7          | 4          | TK              | 0               | 0               | UCL+UEL            | 2+4                | 0+2                | ST          | 1           | 0           | 14     | 6      |
| Totale Galatasaray         | Totale Galatasaray         | Totale Galatasaray         | 65         | 51         |                 | 2               | 1               |                    | 18                 | 8                  |             | 2           | 1           | 87     | 61     |
| Totale carriera            | Totale carriera            | Totale carriera            | 350        | 196        |                 | 25              | 13              |                    | 52                 | 23                 |             | 4           | 2           | 431    | 234    |

### Cronologia presenze e reti in nazionale
| Cronologia completa delle presenze e delle reti in nazionale ― Argentina | Cronologia completa delle presenze e delle reti in nazionale ― Argentina | Cronologia completa delle presenze e delle reti in nazionale ― Argentina | Cronologia completa delle presenze e delle reti in nazionale ― Argentina | Cronologia completa delle presenze e delle reti in nazionale ― Argentina | Cronologia completa delle presenze e delle reti in nazionale ― Argentina | Cronologia completa delle presenze e delle reti in nazionale ― Argentina | Cronologia completa delle presenze e delle reti in nazionale ― Argentina |
| Data                                                                     | Città                                                                    | In casa                                                                  | Risultato                                                                | Ospiti                                                                   | Competizione                                                             | Reti                                                                     | Note                                                                     |
| ------------------------------------------------------------------------ | ------------------------------------------------------------------------ | ------------------------------------------------------------------------ | ------------------------------------------------------------------------ | ------------------------------------------------------------------------ | ------------------------------------------------------------------------ | ------------------------------------------------------------------------ | ------------------------------------------------------------------------ |
| 16-10-2013                                                               | Montevideo                                                               | Uruguay                                                                  | 3 – 2                                                                    | Argentina                                                                | Qual. Mondiali 2014                                                      | -                                                                        | 82’                                                                      |
| 31-8-2017                                                                | Montevideo                                                               | Uruguay                                                                  | 0 – 0                                                                    | Argentina                                                                | Qual. Mondiali 2018                                                      | -                                                                        |                                                                          |
| 5-9-2017                                                                 | Buenos Aires                                                             | Argentina                                                                | 1 – 1                                                                    | Venezuela                                                                | Qual. Mondiali 2018                                                      | -                                                                        | 75’                                                                      |
| 10-10-2017                                                               | Quito                                                                    | Ecuador                                                                  | 1 – 3                                                                    | Argentina                                                                | Qual. Mondiali 2018                                                      | -                                                                        | 76’                                                                      |
| 12-9-2018                                                                | East Rutherford                                                          | Colombia                                                                 | 0 – 0                                                                    | Argentina                                                                | Amichevole                                                               | -                                                                        | 85’                                                                      |
| 16-10-2018                                                               | Gedda                                                                    | Argentina                                                                | 0 – 1                                                                    | Brasile                                                                  | Amichevole                                                               | -                                                                        | 88’                                                                      |
| 16-11-2018                                                               | Córdoba                                                                  | Argentina                                                                | 2 – 0                                                                    | Messico                                                                  | Amichevole                                                               | -                                                                        | 57’                                                                      |
| 21-11-2018                                                               | Mendoza                                                                  | Argentina                                                                | 2 – 0                                                                    | Messico                                                                  | Amichevole                                                               | 1                                                                        | 81’                                                                      |
| Totale                                                                   |                                                                          | Presenze                                                                 | 8                                                                        |                                                                          | Reti                                                                     | 1                                                                        |                                                                          |

## Palmarès

### Club
- Coppa di Lega francese: 1

Paris Saint-Germain: 2019-2020
- Campionato francese: 2

Paris Saint-Germain: 2019-2020, 2021-2022
- Coppa di Francia: 2

Paris Saint-Germain: 2019-2020, 2020-2021
- Supercoppa francese: 2

Paris Saint-Germain: 2020, 2022
- Campionato turco: 3

Galatasaray: 2022-2023, 2023-2024, 2024-2025
- Supercoppa di Turchia: 1

Galatasaray: 2023
- Coppa di Turchia: 1

Galatasaray: 2024-2025

### Individuale
- Capocannoniere del Campionato Primavera: 1

2011-2012 (girone A, 19 gol)
- Premio nazionale Andrea Fortunato nella categoria Calciatori: 1

2013
- Capocannoniere della Serie A: 2

2014-2015 (22 gol, a pari merito con Luca Toni), 2017-2018 (29 gol, a pari merito con Ciro Immobile)
- Gran Galà del calcio AIC: 4

Squadra dell'anno: 2015, 2018
Miglior calciatore assoluto: 2018
Gol dell'anno: 2018 (Sampdoria-Inter, 18 marzo 2018)
- Gazzetta Sports Awards: 1

Best Performance dell'anno: 2018
- Capocannoniere della Coppa di Lega francese: 1

2019-2020 (3 gol)
- Miglior giocatore della Supercoppa di Francia: 1

2020
- Capocannoniere della Süper Lig: 1

2023-2024 (25 gol)

## Opere
- Sempre avanti, con Paolo Fontanesi, Milano, Sperling & Kupfer, 2016, ISBN 978-88-200-6092-3.